# 전주솔빛중학교
전주솔빛중학교(全州솔빛中學校)는 대한민국 전북특별자치도 전주시 덕진구 송천동1가에 있는 공립 중학교이다.

## 학교 연혁
- 1980년 12월 29일 : 전주풍남여자중학교 30학급 인가
- 1981년 3월 9일 : 개교
- 1981년 3월 9일 : 입학식 (651명)
- 1990년 2월 27일 : 전주풍남여자중학교 36학급 인가
- 2000년 3월 1일 : 전주솔빛중학교로 교명 변경
- 2023년 9월 1일 : 제17대 황수지 교장 부임
- 2024년 1월 2일 : 제41회 졸업식(297명) 졸업생 총수 (18,173명)

## 참고 자료
- 전주솔빛중학교 - 한국교육학술정보원 학교알리미